# Волошин Михайло Іванович
Михайло Волошин (5 травня 1877, Ролів — 29 липня 1943, Львів) — сотник, командант Вишколу УСС, згодом відомий адвокат, доктор прав, хоровий диригент, співак, композитор.

## Життєпис

Михайло Волошин в часі служби в УСС. Мукачево 1914-1915

Михайло Волошин в часі служби в УСС. Львів, 1917

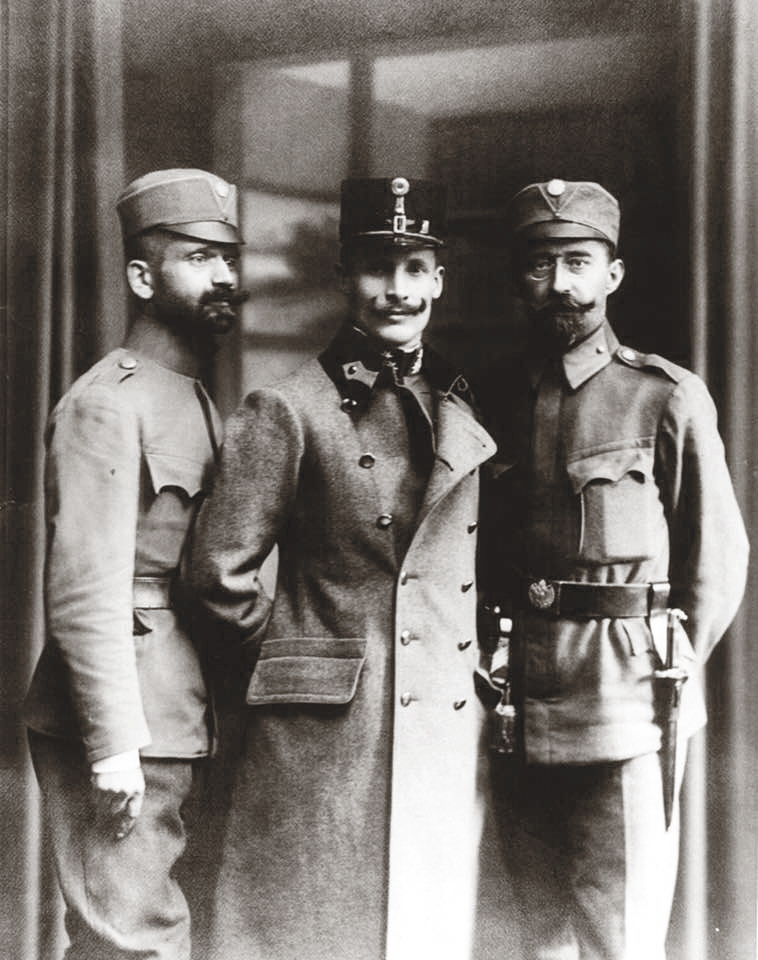
Старшини УГА Іван Боберський, Михайло Волошин і Лонгин Цегельський, 1918 рік.

Збірна Станиця УСС у Львові, 1917. Зліва направо: Олекса Іванчук, Михайло Волошин, Г. Слобода, Володимир Щуровський

Народився 5 травня 1877 року в селі Ролів (тепер Дрогобицького району).
Навчався протягом 1903-1904 у Вищому музичному інституті у Львові, а згодом закінчив юридичний факультет Віденського університету у 1906 році.
З 1913 року займався адвокатською практикою у Львові. 
Активний член управи «Сокола-Батька», член Української бойової управи (УБУ). Як старши́на запасу австрійського війська у серпні 1914 був призначений до легіону УСС, спочатку як командант І-го куреня у ранзі сотника, потім командир «Збірної станиці УСС» у Львові, яка займалася набором добровольців (1915–1918).
У 1919 році став одним із організаторів «Колегії оборонців» у Львові, згодом «Союзу українських адвокатів», в якому обіймав посаду віце-президента з 1923 по 1939. Виступав адвокатом у політичних процесах над українськими патріотами.
В 1925–1939 — один з лідерів Українського національно-демократичного об'єднання, член керівних органів організації.
У 1939-му, у зв'язку з приходом на Західну Україну більшовиків, емігрував до Кракова, де займався адвокатською практикою. В 1941–1943 очолював Львівську адвокатську палату. Довголітній диригент музично-хорового товариства «Львівський Боян».
Помер у Львові 1943 року. Похований на Личаківському цвинтарі, поле № 1.

## Твори
Автор музики:
- «Ой гляну я, подивлюся»
- «Засни»
- «Чого мені так тяжко»